# Reteconomy
Reteconomy è stata una rete televisiva italiana.

## Storia
Reteconomy è stata un'emittente nazionale tematica, diffusa attraverso la televisione satellitare, la cui frequenza era memorizzata sul canale 512 di Sky e in streaming sul sito www.reteconomy.it.
Fondata da Alessio Berardino (Dottore Commercialista ed imprenditore torinese che ne è stato Direttore editoriale fino a settembre 2012) per la Società MAP Servizi Srl, Reteconomy si è rapidamente attestata come emittente nazionale di riferimento relativamente ai temi economico giuridici.
Reteconomy era infatti dedicata al tema dell'economia declinato in varie forme, attraverso programmi divulgativi e tecnici: nata nel febbraio 2011, inizialmente trasmetteva sul canale 906 di Sky; nel luglio 2011 era passata sull'816 e successivamente sul 512 di Sky. Dal 30 dicembre 2017 al 28 marzo 2019 è stata disponibile anche sul digitale terrestre al canale 260 nel mux Alpha. L'emittente è stata successivamente diretta da Elisa Padoan mentre l'amministratore unico era l'editore Franco Cappiello.
Nel settembre 2018 il gruppo Blue Financial Communication aveva perfezionato un'opzione di acquisto di Reteconomy, con cui aveva poi instaurato una collaborazione sui contenuti; l'opzione non è stata tuttavia esercitata. Il canale ha cessato le trasmissioni nel luglio 2019 e la società editrice Reteconomy S.r.l. è stata dichiarata fallita il 19 dicembre dello stesso anno.
A maggio 2018, la Reteconomy S.r.l. aveva acquisito anche Bike Channel, che dal 4 maggio 2020 ha cambiato gestione passando a Blue Financial Communication.

## Programmi[3]
- Buongiorno economia (Le regole del gioco, Imprese e lavoro, In primo piano, Non ci sono più soldi, Mezzogiorno di successo e Focus professionisti)
- Bookmark
- Online
- Today News
- 50 sfumature di rosa
- Il paese dei mestieri
- Tax & Legal
- Auto 3.0
- I tartassati
- Economy Up
- Smart City
- Speaking Business
- Finanza in pillole
- Fisco in pillole
- Spazio professioni
- Eventi
- TG Fisco
- Silicio
- Vita fuori dall'Euro
- Cult si gira!
- TG Auto
- Il paese dei sapori
- London Economy
- House of Leaders